# Herb Sulejówka
Herb Sulejówka – jeden z symboli miasta Sulejówek w postaci herbu.

## Wygląd i symbolika
Herb przedstawia w błękitnej tarczy typu hiszpańskiego godło miasta: głowę białego orła zwróconej w prawą (heraldycznie) stronę, ze złotym dziobem i złotą koroną zwieńczoną krzyżem, pod nią dwie skrzyżowane złote buławy. 
Symbolika herbu nawiązuje do związków Józefa Piłsudskiego z Sulejówkiem: błękit tarczy odwzorowuje kolor munduru marszałka, kształt buław odwzorowuje buławę marszałkowską Józefa Piłsudskiego, a ich układ - obowiązującego od 1919 oznaczenia stopnia wojskowego marszałka. Koronowana głowa orła pochodzi z pierwszego godła II Rzeczypospolitej.

## Historia
Herb Sulejówka uchwalono 13 października 1990. Miał on tarczę czwórdzielną w krzyż o polach górnym i dolnym czerwonych, a prawym i lewym złotym. W polach złotych przedstawione były stylizowane zielone świerki, w polu górnym umieszczono orła pochodzącego z godła książąt mazowieckich, a w polu dolnym monogram "S" - inicjał nazwy miasta.
Nowy herb zatwierdziła Rada Miasta Sulejówka w roku 2000